# Спасское кладбище (Екатеринбург)
Спасское (единоверческое) кладбище — несуществующее кладбище в Екатеринбурге. Кладбище также имело название Старое Михайловское кладбище.

## История
В 1847 году, после переполнения старообрядческого кладбища в районе современных улиц Луначарского и Тверитина, по Сибирскому тракту власти Екатеринбурга отвели землю под новое кладбище с расчетом на погребение усопших двух единоверческих приходов города — Иоанно-Златоустовского (Свято-Троицкого) и Спасского. Первое старообрядческое кладбище располагалось в 150 саженях за Сибирской заставой и было предназначено для старообрядцев часовенного согласия (прихожане Успенской и Никольской часовен). В 30 саженях за ним появилось другое старообрядческое кладбище.
Поскольку между общинами Златоустовского (Свято-Троицкого) и Спасского приходов существовали противоречия, то единоверцы Златоустовской церкви не разрешали на своем участке захоронение умерших прихожан Спасской церкви. В 1849 году попечитель Спасской церкви купец Иван Верходанов обратился к горному начальнику Екатеринбургских горных заводов с просьбой наметить для них отдельный участок для кладбища. Просьба была удовлетворена в 1852 году. Приход Спасской церкви получил землю в городском выгоне, по левую сторону Сибирского тракта, рядом с уже эксплуатирующимся кладбищем Златоустовского храма и местом последнего упокоения старообрядцев. Здесь же был определён и участок для возведения будущего храма.
Кладбищенская церковь строилась на средства екатеринбургского купца Максима Ивановича Коробкова. В своём завещании он выделил 5270 рублей на строительство кладбищенского храма (церкви Михаила Архангела) на кладбище Спасской единоверческой церкви. Новый каменный храм был возведён в 1865 году, а освящён во имя Михаила Архангела только в 1888 году, 9 октября, по благословенной грамоте епископа Екатеринбургского и Ирбитского Поликарпа. С этого времени в метрических книгах Спасской церкви в разделе «Об умерших» стали регулярно делать записи о захоронениях на Михайло-Архангельском единоверческом кладбище. Староста Спасской церкви, екатеринбургский мещанин Александр Васильевич Самарцев, построил в начале XX века на свои средства на кладбище деревянный дом.
В итоге территория кладбища была поделена на южную и северную. В южной части хоронили как православных, так и единоверцев. Северная часть предназначалась для захоронения старообрядцев.
Решением Екатеринбургской городской думы 9 июля 1902 года было расширено место для захоронения старообрядцев Никольской часовни ещё на 8,9 тыс. м². К кладбищу часовенных была прирезана часть, предназначавшаяся для отдельного погребения старообрядцев белокриницкого согласия, а к единоверческому — территория для захоронений ещё одной единоверческой общины — Спасской. Здесь были захоронения многих рабочих близлежащих фабрик Злоказовых, Коробейниковых и Макаровых, а также жители построек при станциях Екатеринбург-2 и Екатеринбург-3.
В числе похороненных на кладбище — представители семей кондитеров Афониных, книготорговцев Блохиных, промышленников Панфиловых и Первушиных, купцов Тупиковых. Также на кладбище упокоились актриса Е. А. Иванова, представители семей Казанцевых, Федосеевых, Щуровых, Рязановых и Коробковых.
С 1918 года вблизи кладбища возник воинский мемориал погибшим чехословацким войнам. С западной же стороны кладбища старообрядческого белокриницкого согласия с 1914 года начали хоронить умерших военнопленных австрийской армии.
16 апреля 1929 года Свердловский окружной исполнительный комитет принял решение о закрытии Церкви Михаила Архангела, а 13 мая 1929 года оно было утверждено Уралоблисполкомом. В 1930 году на Спасском кладбище было запрещено устраивать новые захоронения. После Великой Отечественной войны между существующими кладбищами добавился ещё один небольшой некрополь. Это были захоронения отделения при станции Шарташ лагеря для военнопленных № 314 (1945—1949 гг.), чьё управление располагалось в Нижне-Исетске.
Кладбище начали сносить в начале 1950-х годов и завершили к середине 1950-х гг. В 1995 году был сдан в эксплуатацию дом по адресу Сибирский тракт, 15, который построен на захоронениях военнопленных. 12 августа 2001 года организацией «Воинские мемориалы» здесь был торжественно открыт памятник военнопленным в присутствии французского посла Ф. Седе и зампреда правительства Сведловской области С. Спектора. В 2019 году он был реконструирован.